# Armenia persiana
Con Armenia persiana si intende la parte di Armenia occupata dai vari Imperi persiani nel corso dei secoli.

## Armenia achemenide (570-330 a.C.)
Nel 550 a.C. Ciro, imperatore dei Persiani, si impossessò della Media e conquistò l'Asia Minore e la Mesopotamia. Il figlio di Ciro continuò la campagna iniziata da suo padre in Egitto. Alla fine, l'Armenia venne annessa alla Persia. I contingenti armeni, cavalleria e fanteria, avevano preso parte alla conquista persiana della Lidia nel 546 e di Babilonia nel 539.
Durante il regno di Dario I (522-486 a.C.) scoppiò una ribellione contro la Persia da parte di 10 nazioni sottomesse, una di queste era proprio l'Armenia.
Nelle iscrizioni di Bisotun, sono menzionate le vittore di Dario I. L'iscrizione, in cuneiforme, include tre versioni dello stesso testo, scritte in tre diverse lingue: antico-persiano, elamico e babilonese. Il nome Armenia venne usato per la prima volta quando Dario descrisse le sue conquiste in Armenia. Il shahanshah parlò di battaglie sanguinose contro gli Armeni, e menziona tre importanti battaglie. L'Armenia divenne una delle venti province dell'impero governata da un satrapo e rimase sotto la dominazione persiana dal 519 al 330 a.C. 
Questi anni furono relativamente pacifici e il commercio fiorì. Erodoto afferma che gli armeni dovevano pagare 50 talenti e migliaia di cavalli all'anno ai persiani. Quando parla dell'invasione persiana della Grecia voluta da Serse I, menziona che le truppe armene si schierarono con Serse, e che assomigliavano e parlavano come i Frigi.
Questo dominio persiano sull'Armenia ebbe fine quando Alessandro Magno conquistò l'Impero achemenide attorno al 330 a.C.; la satrapia divenne allora l'indipendente Regno d'Armenia.
Questo nel 190 a.C. passò alla dinastia artasside e dal volgere dell'era volgare in poi fu conteso tra l'Impero romano e l'Impero partico, Stato persiano nel 224 d.C. sostituito dall'Impero sasanide.

## Armenia sasanide (428-646)
Gli Armeni scelsero il Cristianesimo come religione di Stato nel 301.
Dopo secoli di contrasti, tra 363 e 387 i romani riconobbero ai sasanidi buona parte dell'Armenia; questi dapprima mantennero comunque in vita il Regno d'Armenia, prima di abolirlo definitivamente nel 428. L'area fu quindi detta Persarmenia (in quanto una piccola porzione di territorio armeno andò invece all'Impero romano d'oriente).
Quando la guerra tra romani e sasanidi si intensificò, Yazdgard II iniziò a vedere il Cristianesimo come una minaccia politica alla coesione dell'Impero persiano. La conversione degli Armeni al Cristianesimo lo preoccupava molto. Dopo una vittoriosa invasione dell'Impero romano d'Oriente, Yazdgard convocò i nobili Armeni a Ctesifonte e li convertì al Zoroastrismo. Questo oltraggiò la popolazione armena, e sotto la guida di Vartan Mamikonian un esercito di 66.000 armeni si ribellò ai sasanidi. Yazdgard sedò rapidamente la rivolta nella battaglia di Avarayr (451).
Il successo militare dei Sasanidi permise loro di conservare il controllo dell'Armenia per altri due secoli (fino alla conquista islamica della Persia). Tuttavia, la resistenza armena non terminò fino al trattato di Nvarsak, che garantì all'Armenia più autonomia pur sempre entro l'Impero sasanide.

## Armenia safavide (1502–1828)

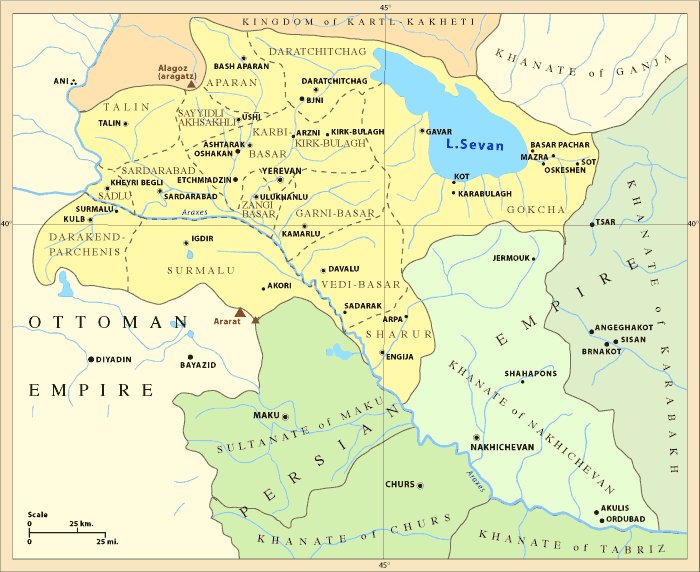
Mappa del khanato Erivan.

A causa della sua importanza strategica, anche nell'età moderna l'Armenia fu nuovamente contesa tra due imperi: l'Impero ottomano e il persiano Impero safavide. Al culmine delle Guerre ottomano-persiane, Erevan cambiò stato 14 volte tra il 1513 e il 1737.
Nel 1604, lo Shah Abbas I perseguì una campagna di terra bruciata contro gli Ottomani lungo la valle dell'Ararat.